# Blida
Blida (en árabe البليدة) es una ciudad de Argelia. Es la capital de la provincia de Blida, y está situada a unos 45 km al suroeste de Argel, la capital de la nación. En árabe el nombre 'Blida' se pronuncia buleida y es un diminutivo de la palabra belda (ciudad). Fue fundada en 1535 por los moriscos.

## Geografía

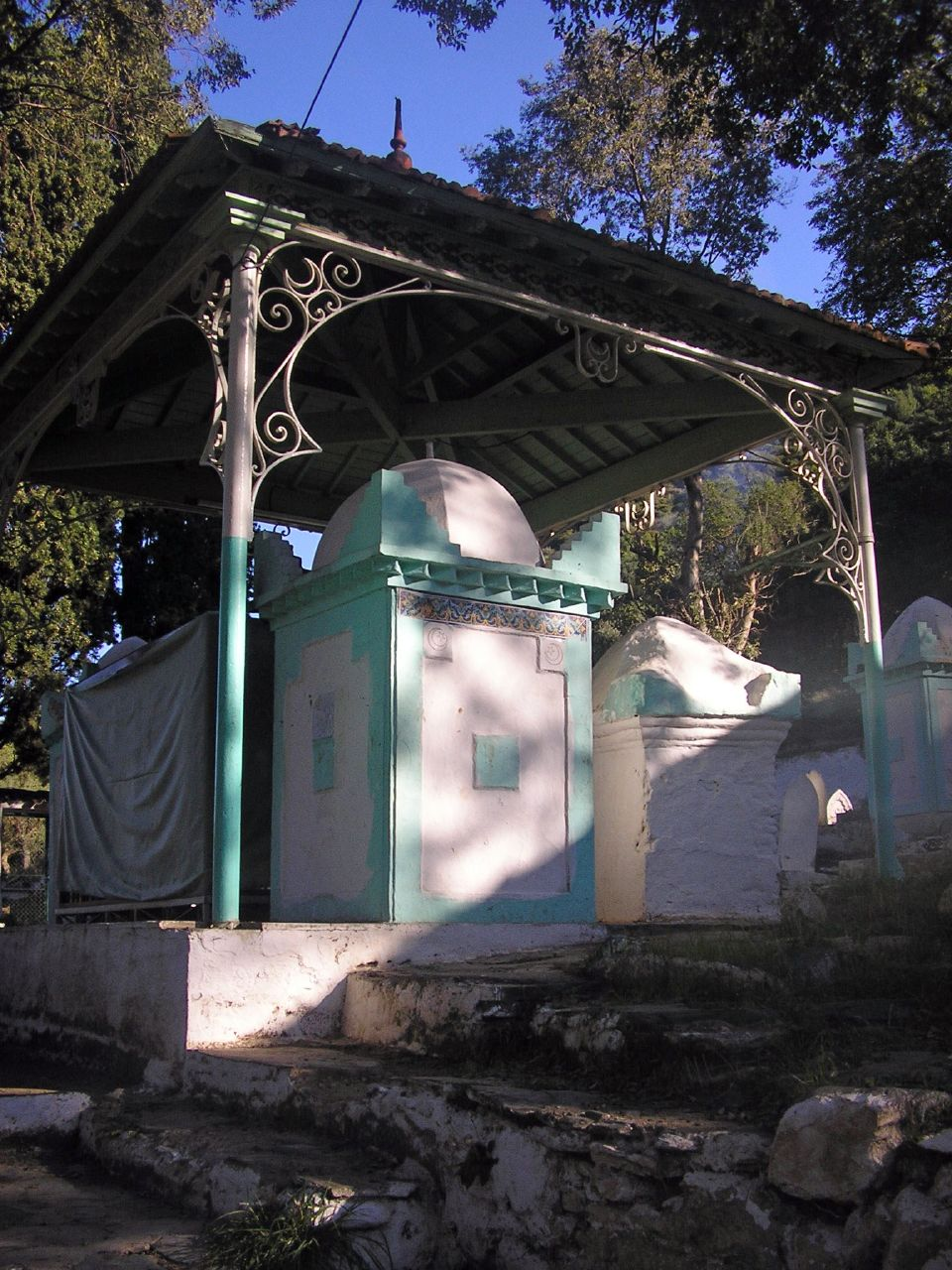
Tumba de Sidi Ahmed el Kebir.

Blida está situada, rodeada de huertos y jardines, a 192 m sobre el nivel del mar, en la base del Atlas Telliano, en el extremo sur de la fértil llanura de la Mitidja, y en la orilla derecha del Oued el-Kebir.   El abundante caudal de agua de esta corriente provee la suficiente energía necesaria para el funcionamiento de numerosos molinos de trigo y varias fábricas, además del suministro de la ciudad, con sus numerosas fuentes y jardines irrigados. Blida está rodeada por una muralla de considerable extensión, atravesada por seis puertas, y está defendida, un poco más allá, por el Fort Mimeh, que corona una escarpada colina en la orilla izquierda del río.

## Historia

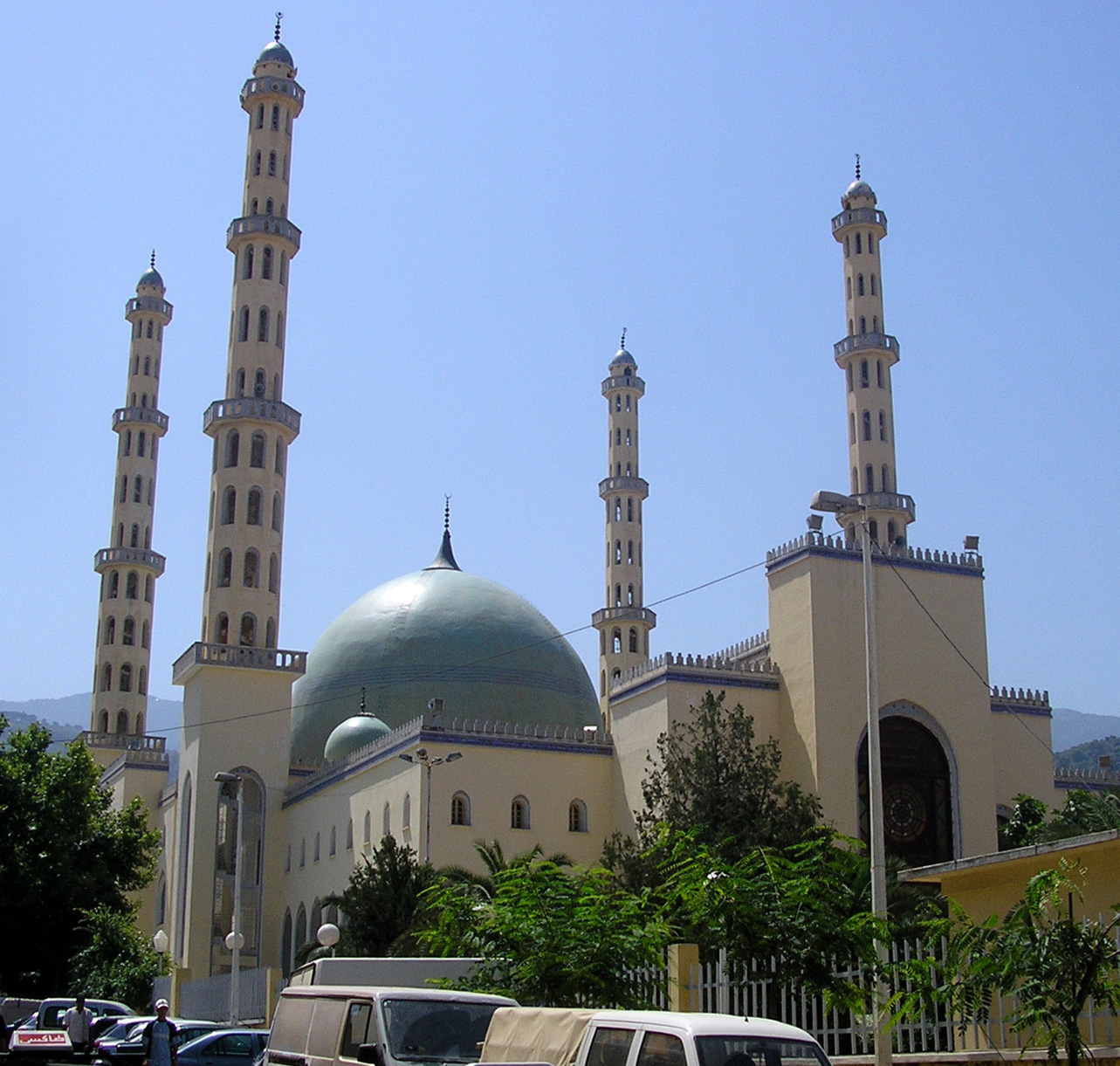
Mezquita El Kautar, Blida.

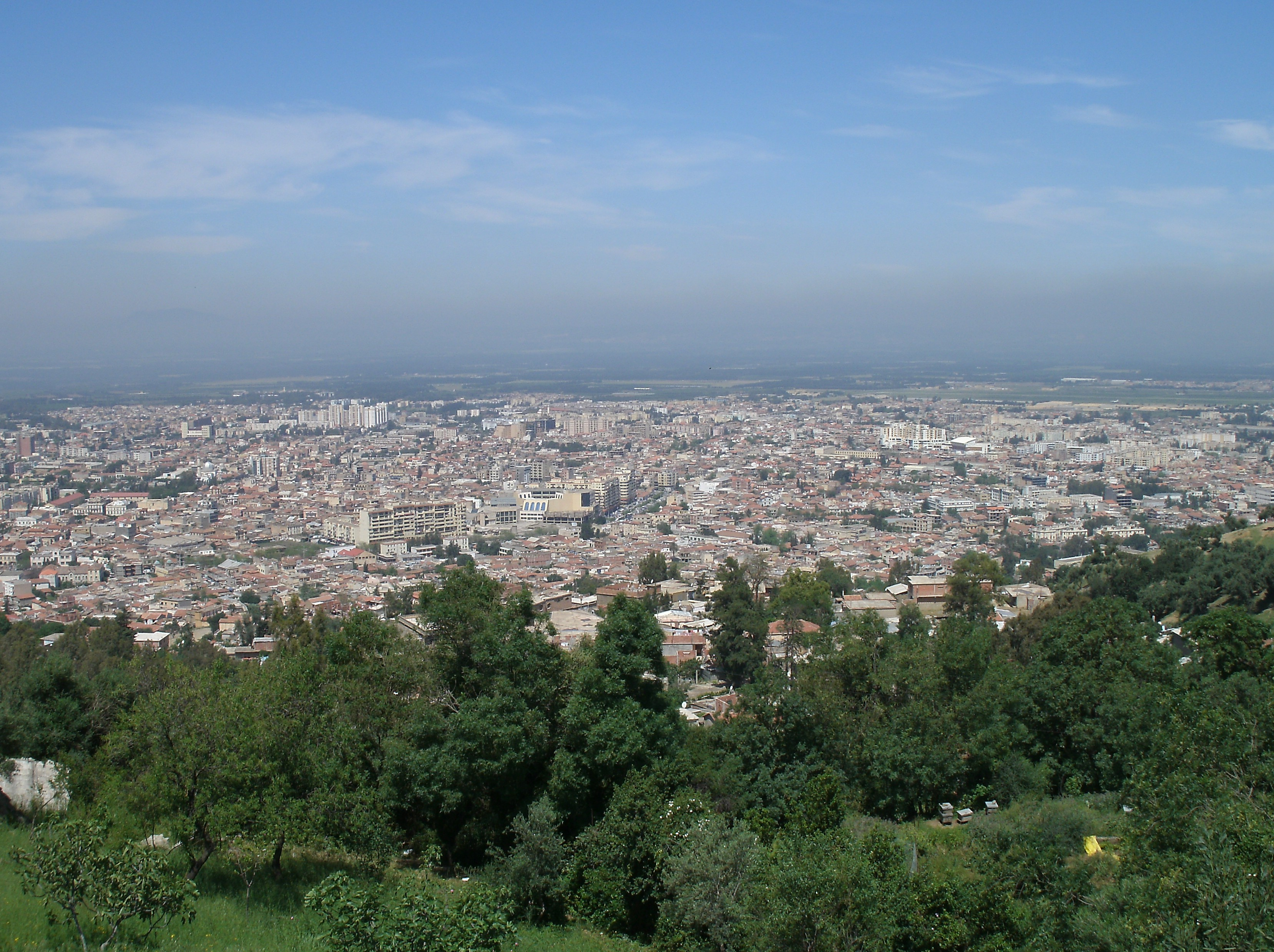
Centro de la ciudad de Blida.

La ciudad actual, de carácter francés, posee calles modernas, y bien construidas, que tienen muchas galerías. Entre sus edificios destacan varias mezquitas e iglesias, extensos cuarteles y un gran hospital militar. La plaza principal, la place d’Armes, está rodeada por casas porticadas y los árboles le dan sombra. En el centro de un distrito fértil y punto de parada en una de las principales rutas del país, Blida goza de un comercio floreciente, especialmente, de naranjas y harina. Los naranjales contienen más de 50.000 árboles y en abril el aire de muchos km a su alrededor está impregnado por el aroma del azahar. En los jardines públicos hay un grupo de espléndidos olivos. Los productos de los cercanos cultivos de alcornoques y cedros constituyen una fuente de ingresos para la ciudad. Sidi Ahmed el Kebir, el fundador de Blida, está enterrado en Sidi el Kebir (un lugar que lleva su nombre). Fundó Blida en el siglo XVI.
Blida ocupa el emplazamiento de un puesto militar del tiempo de los romanos, aunque la ciudad actual parece datar del siglo XVI. Una mezquita fue construida en ella por orden de Jeireddín Barbarroja, y, bajo el dominio de los turcos, la ciudad adquirió bastante importancia. En 1825 fue casi completamente destruida por un terremoto, pero rápidamente fue erigida de nuevo a, aproximadamente, 1,5 km de sus ruinas. Fue reconstruida intrincadamente, con calles y callejuelas interconectadas, y se la hizo más accesible a través de las seis puertas principales existentes, que eran:
- Bab el Rahba
- Bab el Zair
- Bab el Juija
- Bab el Sebt
- Bab el Zauia
- Bab el Kbur

(En árabe bab significa 'puerta')
Hoy en día, estas puertas ya no existen, pero sus nombres aún son utilizados por los habitantes de Blida como puntos de referencia para situar las calles, plazas, escuelas y comercios.
Tras la destrucción del 2 de marzo de 1825 estando aun la mayor parte bajo los escombros, fue definitivamente ocupada por los franceses 1838, tras haberlo sido durante poco tiempo ocho años antes.
En abril de 1906, fue elegida como lugar de detención de Behanzin, el exrey de Dahomey, quien falleció en diciembre de ese mismo año.